# Рышковский, Исаак Яковлевич
Исаак Яковлевич Рышковский (1 мая 1903 года, с. Котельня Житомирской области — 27 августа 1965, Днепропетровск) — советский инженер-электрик, кандидат технических наук, специалист в области электрификации железных дорог.
Инженер-капитан запаса, директор-подполковник тяги, декан факультета электрификации железных дорог Днепропетровского Института Инженеров Железнодорожного Транспорта (ДИИТ), заведующий кафедрой Энергоснабжения Днепропетровского Института Инженеров Железнодорожного Транспорта (ДИИТ).
Был инициатором и одним из создателей учебно-исследовательского полигона электрической и тепловозной тяги при Днепропетровском Институте Инженеров Железнодорожного Транспорта (ДИИТ).
Один из пионеров электрификации железных дорог в Советском Союзе и на Украине. Во время работы в ДИИТ подготовил целое поколение советских инженеров-электриков.
Соавтор первого советского учебника по проектированию, монтажу и эксплуатации тяговых подстанций.
Автор первого учебника на китайском языке для учащихся техникумов железнодорожного транспорта и персонала тяговых подстанций, повышающих свою квалификацию.

## Биография
Исаак Рышковский родился 01 мая 1903 в с. Котельня Житомирской области в еврейской семье. Отец, Яков Айзенберг; мать, Эстер-Малка Рышковская.
С 1924 по 1925 служил в рядах Красной Армии в эскадроне связи 1 Кавалерийской дивизии корпуса Червоного казачества.
В 1931 году окончил Харьковский электротехнический институт, факультет электрификации промышленности.
С 1935 по 1937 год был одним из первых аспирантов на кафедре «Электроснабжение железных дорог» в Ленинградском институте инженеров железнодорожного транспорта. у профессора H. H. Костромитина. Среди прочих работ описал первый опыт эксплуатации тяговой подстанции на советском автоматическом оборудовании на тяговой подстанции № 19 московского трамвая. По окончании аспирантуры защитил диссертацию на тему «Автоматизация тяговых подстанций и ее влияние на систему электроснабжения электрических железных дорог».
C 1940 года заведующий кафедрой «Электросиловое хозяйство» Томского электромеханического института инженеров транспорта (ТЭМИИТ).
C 1944 г. до 1950 г. возглавлял Энергетический факультет в Днепропетровском Институте Инженеров Железнодорожного Транспорта (ДИИТ).
С 1944 г. по 1965 г. заведующий кафедрой Энергоснабжения Днепропетровского Института Инженеров Железнодорожного Транспорта (ДИИТ).

## Учебники для ВУЗов и техникумов
- Костромитин Н. Н., Боровиков В. А., Рышковский И. Я. Тяговые подстанции. Государственное транспортное железнодорожное издательство, Москва, 1940.
- Рышковский И. Я. Тяговые подстанции. Государственное транспортное железнодорожное издательство, Москва, 1949.
- Рышковский И. Я., Кучма К. Г. Тяговые подстанции. Государственное транспортное железнодорожное издательство, Москва, 1953.
- Рышковский И. Я., Кучма К. Г. Тяговые подстанции. Москва, 1953. (перевод на китайский)
- Нечаев Н. А., Рышковский И. Я. Автоматические регуляторы возбуждения генераторов железнодорожных электростанций Москва Трансжелдориздат 1958 36 с.[5]
- Рышковский И. Я., Засорин С. Н. Электрические станции и тяговые подстанции. Учебник для вузов ж.д. транспорта. М.: Трансжелдориздат, 1959 г.[6].

## Избранные публикации
- К вопросу электрификации железных дорог / И. Я. Рышковский // Социалистический транспорт. — 1934. — № 5
- Опыт эксплуатации первой магистральной горной электрифицированной дороги СССР / И. Я. Рышковский // Сборник трудов ЛИИЖТа. — 1935. — Вып. 127
- И. Я. Рышковский Автоматические тяговые подстанции Автоматика и телемеханика, 1936,выпуск 6, страницы 47-65
- H. H. Костромитин и И. Я. Рышковский Использовать скрытые резервы в энергохозяйстве электрических железных дорог Электричество 1937 номер 6
- Опытная эксплуатация электрифицированного участка Октябрьской железной дороги / Н. Н. Костромитин, И. Я. Рышковский // Сборник трудов ЛИИЖТа. — 1937. — Вып. 129. — С. 18-37
- Первый опыт эксплуатации тяговой подстанции на советском автоматическом оборудовании / И. Я. Рышковский // Автоматика и телемеханика. — 1937. — № 4
- Условия применения экономического метода при проектировании системы электроснабжения электрических железных дорог / И. Я. Рышковский // Сборник трудов ЛИИЖТа. — 1938. — Вып. 131. — С. 33-48
- Влияние автоматизации тяговых подстанций на выбор параметров системы электроснабжения электрических железных дорог / И. Я. Рышковский // Автоматика и телемеханика. — 1938. — № 1. — С. 67-69
- За единый энергетический факультет в транспортных вузах / И. Я. Рышковский // Вестник высшей школы. — 1947. — № 4. — С. 58
- О методике определения коэффициентов спроса / И. Я. Рышковский, П. Ф. Мацепон // Промышленная энергетика. — 1950. — № 9. — С. 8-9
- К вопросу выбора оптимальных параметров системы электроснабжения электрических железных дорог / И. Я. Рышковский // Техника железных дорог. — 1950. — № 11. — С. 5-17
- За прогрессивное нормирование и экономию электроэнергии при ремонте вагонов / И. Я. Рышковский , П. Ф. Мацепон // Техника железных дорог. — 1951. — № 4. — С. 22-24
- К вопросу о величине общей и избыточной рекуперации электроэнергии и типе преобразователей тяговых подстанций / И. Я. Рышковский // Техника железных дорог. — 1952. — № 11. — С. 7-9
- Автоматика на железных дорогах / И. Я. Рышковский // Смена. — 1953. — № 7. — С. 17. — на укр. яз.
- О развитии автоматики и телемеханики. (Дискуссия) / И. Я. Рышковский // Автоматика и телемеханика. — 1954. — № 1. — С. 74-75
- О книге «Тяговые подстанции». (Ответ рецензентам) / И. Я. Рышковский, К. Г. Кучма, Р. И. Мирошниченко // Электричество. — 1955. — № 4. — С. 81-82
- О некоторых вопросах внедрения автоматики и телемеханики / И. Я. Рышковский, Н. А. Нечаев // Электричество. — 1956. — № 4. — С. 70-73
- Релейная защита установок переменного тока / И. Я. Рышковский // Технический справочник железнодорожника. — 1956. — Т. 10. — С. 497—513[7]
- Учебное пособие по электрическим станциям и подстанциям / И. Я. Рышковский // Ж.-д. трансп. — 1956. — № 9. — С. 94-96
- Необходимые условия улучшения работы устройства энергоснабжения на электрифициронанных линиях / И. Я. Рышковский // Ж.-д. трансп. — 1957. — № 3. — С. 39-42
- Разработка и внедрение метода телеуправления на оперативном переменном токе / И. Я. Рышковский // Бюллетень технической информации. — 1957. — № 3. — С. 19-21
- Электрификация железных дорог / И. Я. Рышковский // Бюллетень технической информации. — 1957. — № 4-5. — С. 30-33
- Учебно-исследовательский полигон электрической и тепловозной тяги / И. Я. Рышковский // Электрическая и тепловозная тяга. — 1958. — № 3. — С. 33-34
- Рышковский, И. Я. Оптимальные режимы работы преобразовательных агрегатов тяговых подстанций // Изв. высш. учеб. заведений. Энергетика. — 1963. — № 3. — С. 53-59
- Рышковский, И. Я. О содержании рельсовых цепей и непроизводительных потерях электроэнергии // Электрическая и тепловозная тяга. — 1963. № 4. — С. 20-21
- Погрешности счетчиков постоянного тока электродинамической системы / Рышковский, И. Я. // Изв. высш. учеб. заведений. Энергетика. — 1965. — № 5. — С. 98-101

И еще 11 статей в Трудах ДИИТа

## Семья
Жена — Лия Павловна Рышковская (Яковлева). Сын — Борис Рышковский (1935—1972). Дочь — Эмилия Слободская (Рышковская).